# Tapferkeitskreuz (Polen)

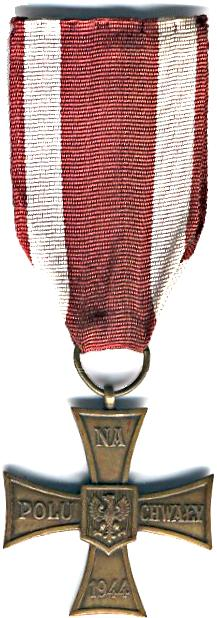
Tapferkeitskreuz

Das Tapferkeitskreuz (Polnisch: Krzyż Walecznych) ist eine polnische militärische Auszeichnung.

## Geschichte
Gestiftet wurde das Kreuz am 11. August 1920. Vergeben wurde es im Anschluss an die Konflikte 1920 und 1944. Da seine Verleihung auf Kriegszeiten beschränkt ist, wird es derzeit nicht verliehen.

## Verleihungsvoraussetzungen
Das Kreuz wird an Kämpfer verliehen, die "Tapferkeit und Mut auf dem Schlachtfeld bewiesen haben". Es kann an einen Kämpfer bis zu vier Mal verliehen werden.

## Träger
Eine Vielzahl von Soldaten waren Träger der Auszeichnung, bspw. auch die später selig gesprochenen Jan Franciszek Czartoryski und Stanisław Kostka Starowieyski.